# Grand Prix USA 1967
Grand Prix USA 1967 (oficiálně X United States Grand Prix) se jela na okruhu Watkins Glen International ve Watkins Glen v New Yorku ve Spojených státech amerických dne 1. října 1967. Závod byl desátým v pořadí v sezóně 1967 šampionátu Formule 1.

## Závod
| Poř.   | No. | Jezdec               | Konstruktér     | Počet kol | Čas/Odstoupení | Pořadí na startu | Body |
| ------ | --- | -------------------- | --------------- | --------- | -------------- | ---------------- | ---- |
| 1      | 5   | Jim Clark            | Lotus-Ford      | 108       | 2:03:13.2      | 2                | 9    |
| 2      | 6   | Graham Hill          | Lotus-Ford      | 108       | + 6.3          | 1                | 6    |
| 3      | 2   | Denny Hulme          | Brabham-Repco   | 107       | + 1 kolo       | 6                | 4    |
| 4      | 15  | Jo Siffert           | Cooper-Maserati | 106       | + 2 kola       | 12               | 3    |
| 5      | 1   | Jack Brabham         | Brabham-Repco   | 104       | + 4 kola       | 5                | 2    |
| 6      | 16  | Jo Bonnier           | Cooper-Maserati | 101       | + 7 kol        | 15               | 1    |
| 7      | 22  | Jean-Pierre Beltoise | Matra-Ford      | 101       | + 7 kol        | 18               |      |
| Ret    | 3   | John Surtees         | Honda           | 96        | Alternátor     | 11               |      |
| Ret    | 9   | Chris Amon           | Ferrari         | 95        | Motor          | 4                |      |
| Ret    | 7   | Jackie Stewart       | BRM             | 72        | Vstřikování    | 10               |      |
| Ret    | 21  | Jacky Ickx           | Cooper-Maserati | 45        | Přehřátí       | 16               |      |
| Ret    | 19  | Guy Ligier           | Brabham-Repco   | 43        | Motor          | 17               |      |
| Ret    | 17  | Chris Irwin          | BRM             | 41        | Motor          | 14               |      |
| Ret    | 8   | Mike Spence          | BRM             | 35        | Motor          | 13               |      |
| Ret    | 4   | Jochen Rindt         | Cooper-Maserati | 33        | Motor          | 8                |      |
| Ret    | 11  | Dan Gurney           | Eagle-Weslake   | 24        | Zavěšení       | 3                |      |
| Ret    | 14  | Bruce McLaren        | McLaren-BRM     | 16        | Únik vody      | 9                |      |
| Ret    | 18  | Moisés Solana        | Lotus-Ford      | 7         | Zapalování     | 7                |      |
| Zdroj: |     |                      |                 |           |                |                  |      |

## Průběžné pořadí po závodě
Pohár jezdců
|        | Pořadí | Jezdec       | Body |
| ------ | ------ | ------------ | ---- |
|        | 1      | Denny Hulme  | 47   |
|        | 2      | Jack Brabham | 42   |
|        | 3      | Jim Clark    | 32   |
|        | 4      | Chris Amon   | 20   |
|        | 5      | John Surtees | 17   |
| Zdroj: |        |              |      |

Pohár konstruktérů
|        | Pořadí | Konstruktér     | Body |
| ------ | ------ | --------------- | ---- |
|        | 1      | Brabham-Repco   | 61   |
|        | 2      | Lotus-Ford      | 35   |
|        | 3      | Cooper-Maserati | 27   |
|        | 4      | Ferrari         | 20   |
|        | 5      | Honda           | 17   |
| Zdroj: |        |                 |      |